# چوی دونگ هون
چوی دونگ هون (کره‌ای: 최동훈؛ زادهٔ ۲۴ فوریه ۱۹۷۱) کارگردان فیلم و فیلم‌نامه‌نویس اهل کره جنوبی است. او به عنوان یکی از موفق‌ترین کارگردان‌های فعال در عرصهٔ سینمای کره جنوبی شناخته می‌شود و از آثار او می‌توان به فیلم‌های دزدان، ترور و اشک اشاره کرد.